# Saudoy
Saudoy is een gemeente in het Franse departement Marne (regio Grand Est) en telt 335 inwoners (2004). De plaats maakt deel uit van het arrondissement Épernay.

## Geografie
De oppervlakte van Saudoy bedraagt 12,6 km², de bevolkingsdichtheid is 26,6 inwoners per km².
De onderstaande kaart toont de ligging van Saudoy met de belangrijkste infrastructuur en aangrenzende gemeenten.

## Demografie
Onderstaande figuur toont het verloop van het inwonertal (bron: INSEE-tellingen).